# Caso Morán Vargas versus Reniec
El caso Morán Vargas versus Reniec fue un proceso judicial en el que el conocido productor de televisión, Ricardo Morán, se enfrentó al Registro Nacional de Identificación y Estado Civil (Reniec) por la inscripción de la paternidad de sus dos hijos nacidos por gestación subrogada. Se discute si realmente los hijos pueden ser inscritos con los apellidos de Ricardo, puesto que, desde una interpretación estricta, el código civil peruano en sus artículos 20 y 21 no permite levantar acta de nacimiento solo con los apellidos del padre sin primero revelar el nombre de la madre.
El caso constituye un ejemplo de los problemas de inscripción que afrontan los descendientes de familias homoparentales en países donde no existe una legalización de las parejas homosexuales. Este se desarrolló en los tribunales del Perú e involucró primero la instancia administrativas en la Reniec, luego a través de una acción de amparo se llegó a la instancia civil y por último, tras agotarse todos los otros medios posibles, mediante un recurso de agravio constitucional se llega al Tribunal Constitucional del Perú, en donde se declararía fundada la demanda de amparo interpuesta por Ricardo Morán Vargas, ordenando a la Reniec la inscripción inmediata de los menores con Ricardo como padre legal, reconociéndoles de este modo la nacionalidad peruana.

## Antecedentes

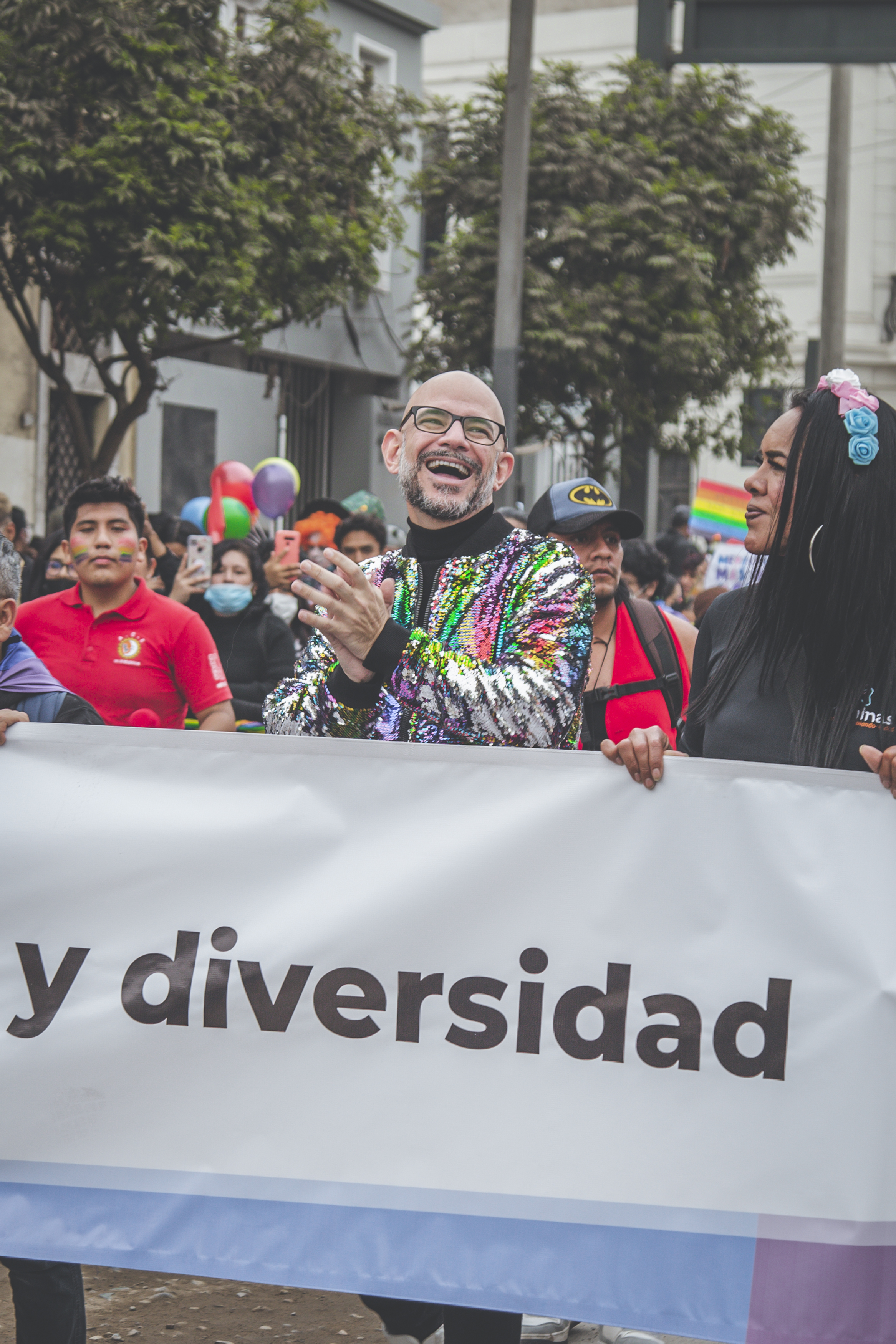
Ricardo Morán durante la Marcha del Orgullo de Lima de 2022

Tras 12 años de planificación, Ricardo Morán logró ser padre de sus dos gemelos llamados Emiliano Morán Vargas (E.M.V.) y Catalina Morán Vargas (C.M.V.), quienes nacieron el 26 de abril del 2019 en el Resolute Health Hospital, en el estado de Texas en los Estados Unidos de América, concebidos a través del método de reproducción asistida de gestación subrogada. En donde se utilizaron los óvulos de una donante anónima, los cuales fueron fertilizados con el esperma de Ricardo Morán, y una vez los óvulos convertirse ya en embriones, estos fueron implantados en el vientre subrogado de una mujer distinta a quien donó los óvulos (fecundación in vitro), quien llevó el proceso de gestación de los gemelos junto a su propia familia en Miami.
Por otro lado, el 12 de marzo del 2019 se le otorgaría a Ricardo Morán la patria potestad de los menores mediante el expediente No. 19STPT00660, expedido por el Juzgado Civil de California.

## Proceso judicial

### Proceso administrativo
El 11 de octubre de 2019, Ricardo Morán solicita la nacionalidad peruana de sus menores al Registro Nacional de Identificación y Estado Civil (RENIEC). Las solicitudes de inscripción de nacimiento extemporáneo fueron declaradas improcedentes por la entidad mediante las resoluciones registrales 109-2021 y 110-2021 el 11 de marzo del 2021 por la Oficina Registral de San Borja del Reniec, explicando que la posibilidad de levantar el acta de nacimiento solamente con los apellidos del padre, es decir, de Ricardo Morán Vargas y sin revelar la identidad de la madre no es cosa que esté contemplada en la ley. Frente a esto, Ricardo interpone recursos de apelación; sin embargo, estas serían también declaradas improcedentes mediante las resoluciones regionales 291-2021 y 288-2021, acabándose de este modo la vía administrativa.

#### Resoluciones registrales
Ambas resoluciones registrales fueron emitidas el 11 de marzo del 2021 por la misma entidad: La Oficina Registral de San Borja del Reniec. La resolución registral No. 109-2021-ORSBORJ-JR10LIM-GOR/RENIEC es la que declara como improcedente la solicitud de inscripción del acta de nacimiento a nombre de Emiliano Morán Vargas, mientras que la resolución registral No. 110-2021-ORSBORJ-JR10LIMA-GOR/RENIEC declara improcedente la solicitud de su hermana, Catalina Morán Vargas.

#### Resoluciones regionales
Las resoluciones regionales en cuestión fueron dadas el mismo día, el 27 de mayo del 2021, por el jefe regional de Lima de la Reniec. La No. 291-2021/GOR/JR10LIM/RENIEC resuelve el recurso de apelación de la resolución registral de Emiliano, es decir, la 109, mientras que la No. 288-2021/GOR/JR10LIM/RENIEC resuelve el de su hermana, Catalina.

### Proceso constitucional
Entonces, tras fracasar la vía administrativa, el 27 de diciembre del 2021 Ricardo Morán interpone demanda de amparo constitucional contra la Reniec, en esta exige la nulidad de las resoluciones regionales que declararon como improcedentes los recursos de apelación que interpuso frente a las resoluciones registrales del caso e invoca la tutela efectiva del derecho al nombre, a la identidad, a la nacionalidad, a la igualdad, a las garantías judiciales y a la protección judicial.

## Sentencia
El Tribunal Constitucional del Perú declara como fundada la demanda de amparo interpuesta por Ricardo Morán Vargas, ordenando al Reniec la inscripción inmediata de los menores con los apellidos de Ricardo Morán, quién es desde ahora el padre legal, reconociéndoles de este modo la nacionalidad peruana a los gemelos. Además declara como "inaplicable" al presente caso la regla: "Si el padre no revela la identidad de la madre no podrá inscribir a su hijo con sus apellidos" que se construye a partir de los artículos 20 y 21 del código civil que dictaminan lo siguiente:
Artículo 20.-
Al hijo le corresponde el primer apellido del padre y el primero de la madre.
Artículo 21.-

[...] Cuando la madre no revele la identidad del padre, podrá inscribir a su hijo con sus apellidos.
Por último exhorta al congreso peruano a reconocer el derecho de los padres de inscribir a sus hijos con sus apellidos sin revelar el nombre de la madre.